# 神光院
神光院（じんこういん）は、京都市北区にある真言宗系の単立寺院である。

## 概要
山号は放光山。本尊は弘法大師（空海）像で、「厄除け大師」として信仰されている。東寺（教王護国寺）、仁和寺と並ぶ京都三大弘法として有名であり、地元では「西賀茂の弘法さん」の愛称で親しまれる。毎年7月下旬には、空海がキュウリに疫病を封じて病気平癒を祈願したことにちなみ、厄病除けの祈祷「きゅうり封じ」（きうり加持）が行われる。
静かな境内を舞台に、『銭形平次』や『御家人斬九郎』、『暴れん坊将軍』を始めとする、時代劇の撮影がたびたび行われてきた。
四季を通して多様な花木が境内に咲くことでも知られる。特に12月前後に境内に咲く、白い八重のサザンカは、当院にのみ存在する珍しい品種である。

## 歴史
1217年（建保5年）、賀茂別雷神社（上賀茂神社）の神職松下能久が、「霊光の照らした地に一宇を建立せよ」との神託を受け、大和国から慶円を招いて寺を建立したという。寺名はこの由緒にちなみ、「神光院」と名づけられた。
創建される前には、京都御所に奉納する瓦職人の宿に用いられており、「瓦屋寺」と呼ばれていた。
空海が42歳の時に、当院で九十日間の修行を行ったとされる。修行を終えて寺を去る際に、境内の池に映る自らの姿を見て木像を彫り、厄除を祈願したといわれている。この木像は本堂に安置されている。同時に彼が眼病治癒の祈祷をしていたことから、眼病に利益のある寺としても広く知られるようになった。
その後は密教の道場としても栄えたが、 天保年間（1830年 - 1843年）に堂宇を焼失している。
幕末の女流歌人で陶芸家の大田垣蓮月は、晩年の75歳から当院に隠棲していた。境内には「蓮月尼旧栖之茶所」と刻まれた石碑とともに、茶室（蓮月庵）が残されている。蓮月隠棲中の明治初期に、廃仏毀釈運動を受けて一旦は廃寺となったが、蓮月没後の1878年（明治11年）に僧侶、和田月心により再興された。

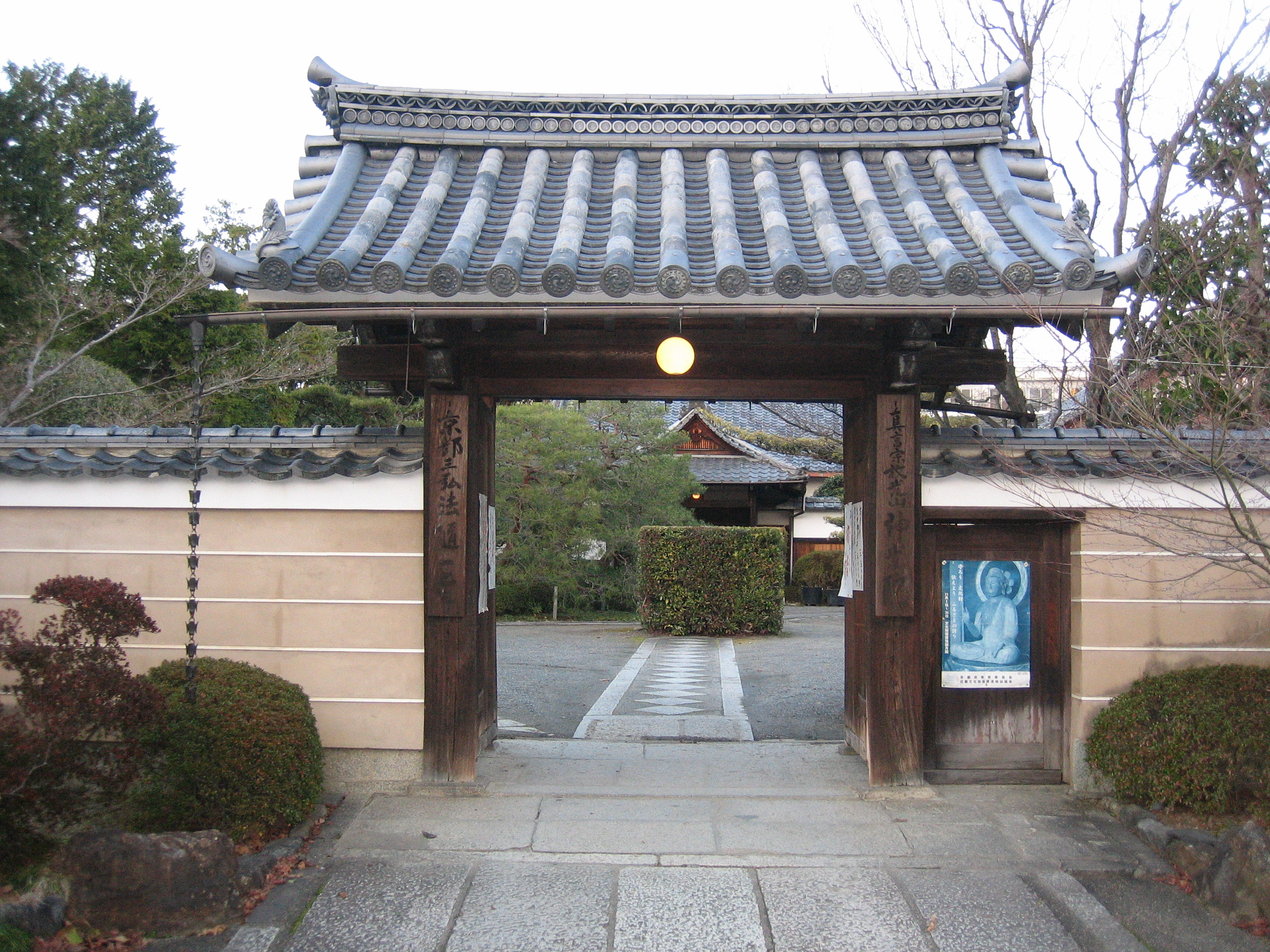
山門
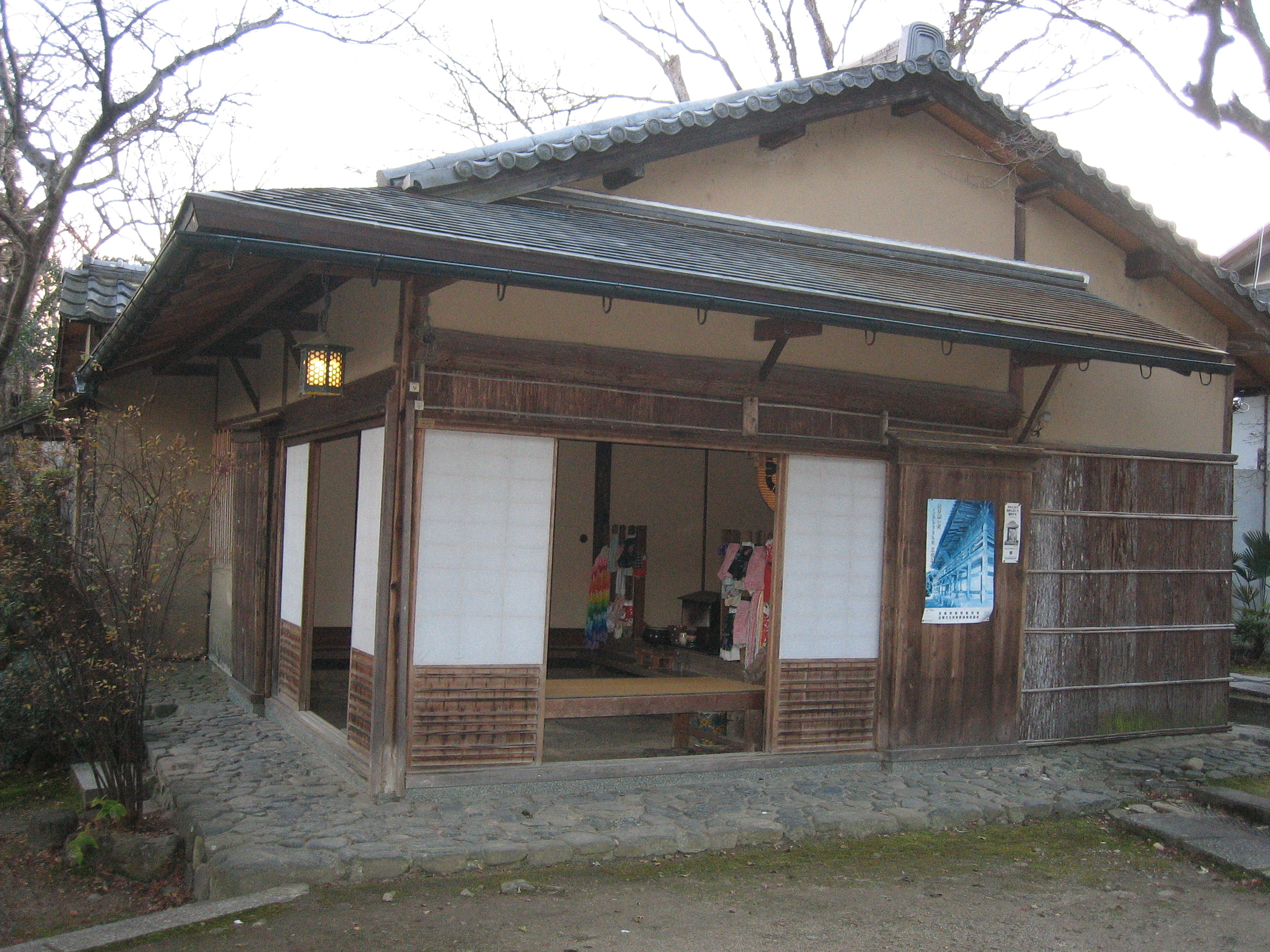
蓮月庵
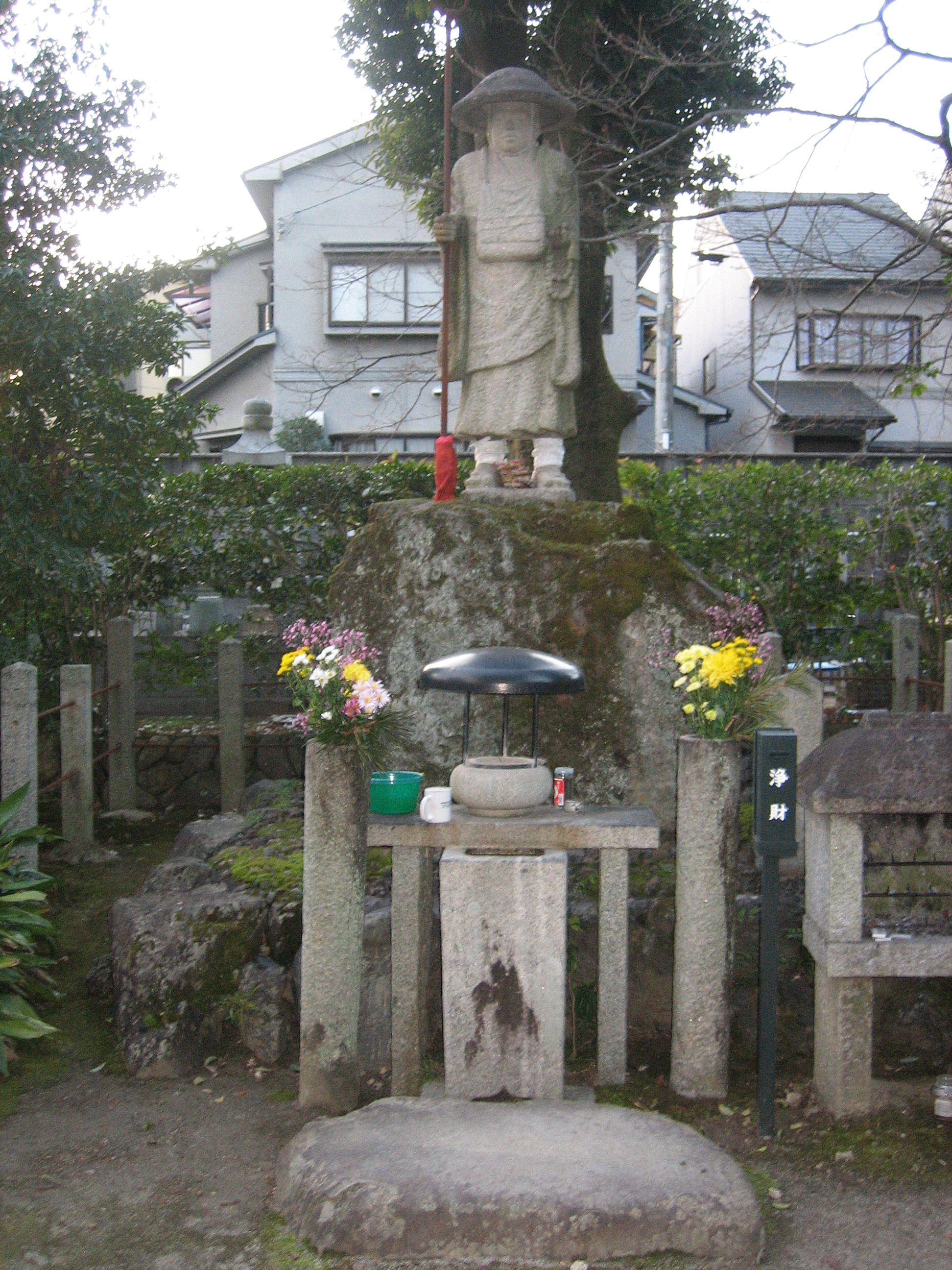
弘法大師（空海）石像
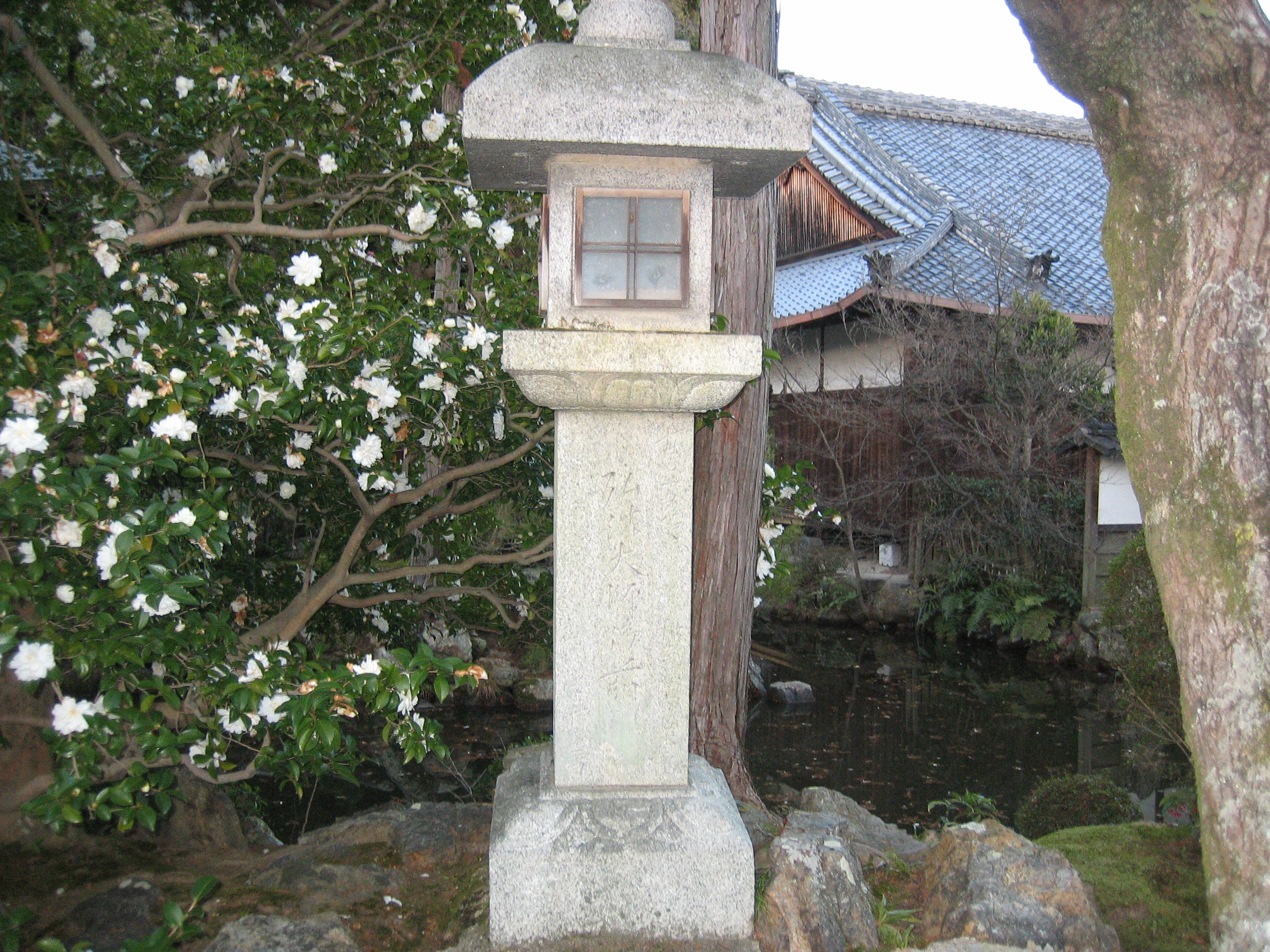
池のほとりに咲くサザンカ

## 文化財

### 重要文化財
- 絹本著色仏眼曼荼羅図
- 悉曇略記 寛治八年跋
- 細字金光明最勝王経 2巻

### 登録有形文化財
以下の5棟の建造物が2021年に国の登録有形文化財に登録された（官報告示を経て正式登録となる）。
- 本堂
- 中興堂
- 客殿
- 蓮月庵
- 山門

### 神光院旧蔵の国宝
以下の国宝3件は神光院の旧蔵である。
- 白描絵料紙金光明経（京都国立博物館）
- 金剛般若経開題残巻　空海筆（京都国立博物館）
- 碣石調幽蘭（東京国立博物館）